# Championnats d'Afrique d'aviron 2005
Navigation
Édition précédente Édition suivante
Les championnats d'Afrique d'aviron 2005, sixième édition des championnats d'Afrique d'aviron, ont lieu du 24 au 25 septembre 2005 à Tunis, en Tunisie. Seize nations participent à la compétition.
Au classement des médailles, l'Égypte termine première avec dix médailles (six médailles d'or, une médaille d'argent et trois médailles de bronze). Elle est suivie par la Tunisie avec neuf médailles (trois d'or, quatre d'argent et deux de bronze) et l'Afrique du Sud avec sept médailles (deux médailles d'or, quatre médailles d'argent et une médaille de bronze). L'Algérie est quatrième avec huit médailles (une médaille d'or, trois médailles d'argent et quatre médailles de bronze).

## Médaillés seniors

### Hommes
Parmi les médaillés, on compte,,
- Mohamed Abdel Gaffar Ahmed (EGY), médaillé d'or en skiff ;
- Mohamed Mhenni (TUN), médaillé d'or en skiff poids légers ;
- Mohamed Sayed Gomaa et Mohamed Fawzy El Tohamy (EGY), médaillés d'or en deux de couple ;
- Chaouki Dries et Mohamed Ryad Garidi, médaillés d'or en deux de couple poids légers ;
- Hossam Azouz et Abdel Razek Abou Deif (EGY), médaillés d'argent en deux de couple poids légers ;
- Bilel Aouididi et Sahbi Khardani (TUN), médaillés de bronze en deux de couple poids légers ;
- Mohamed El-Haddi Boukhatmi, médaillé d'argent en skiff poids légers ;
- Mohamed El-Haddi Boukhatmi, médaillé d'argent en skiff ;
- Mohamed Aïch, médaillé de bronze en skiff open ;
- Mohamed El-Haddi Boukhatmi et Mohamed Aïch, médaillés de bronze en deux de couple open.

### Femmes
Parmi les médaillées, on compte,,,
- Ibtissem Trimech (TUN), médaillée d'or en skiff poids légers ;
- Basma Dries et Hafida Chaouch, médaillées d'argent en deux de couple  ;
- Amira Othmani et Hana Trabelsi (TUN), médaillées d'argent en deux de couple poids légers ;
- Arwa Hosny et Doaa El Azab (EGY), médaillées de bronze en deux de couple ;
- Ola Mahmoud Hashem et Manal Hassan (EGY), médaillées de bronze en deux de couple poids légers ;
- Hafida Chaouch, médaillée de bronze en skiff poids légers.

## Médaillés juniors

### Hommes
Parmi les médaillés, on compte,, :
- Magdy Abdel Hamid (EGY), médaillé d'or en skiff ;
- Amr El Sayed et Magdy AbdelHamid (EGY), médaillés d'or en deux de couple ;
- Ziad Chiha (TUN), médaillé de bronze en skiff poids légers ;
- Khaled Mechai et Redouane Taleb, médaillés de bronze en deux de couple junior.

### Femmes
Parmi les médaillées, on compte, :
- Asmaa Abdel Aziz (EGY), médaillée d'or en skiff ;
- Asmaa Abdel Aziz et May Hussein Rezk (EGY),  médaillées d'or en deux de couple ;
- Imen Mouelhi et Rabeb Bannouri (TUN),  médaillées d'argent en deux de couple.